# Almendres

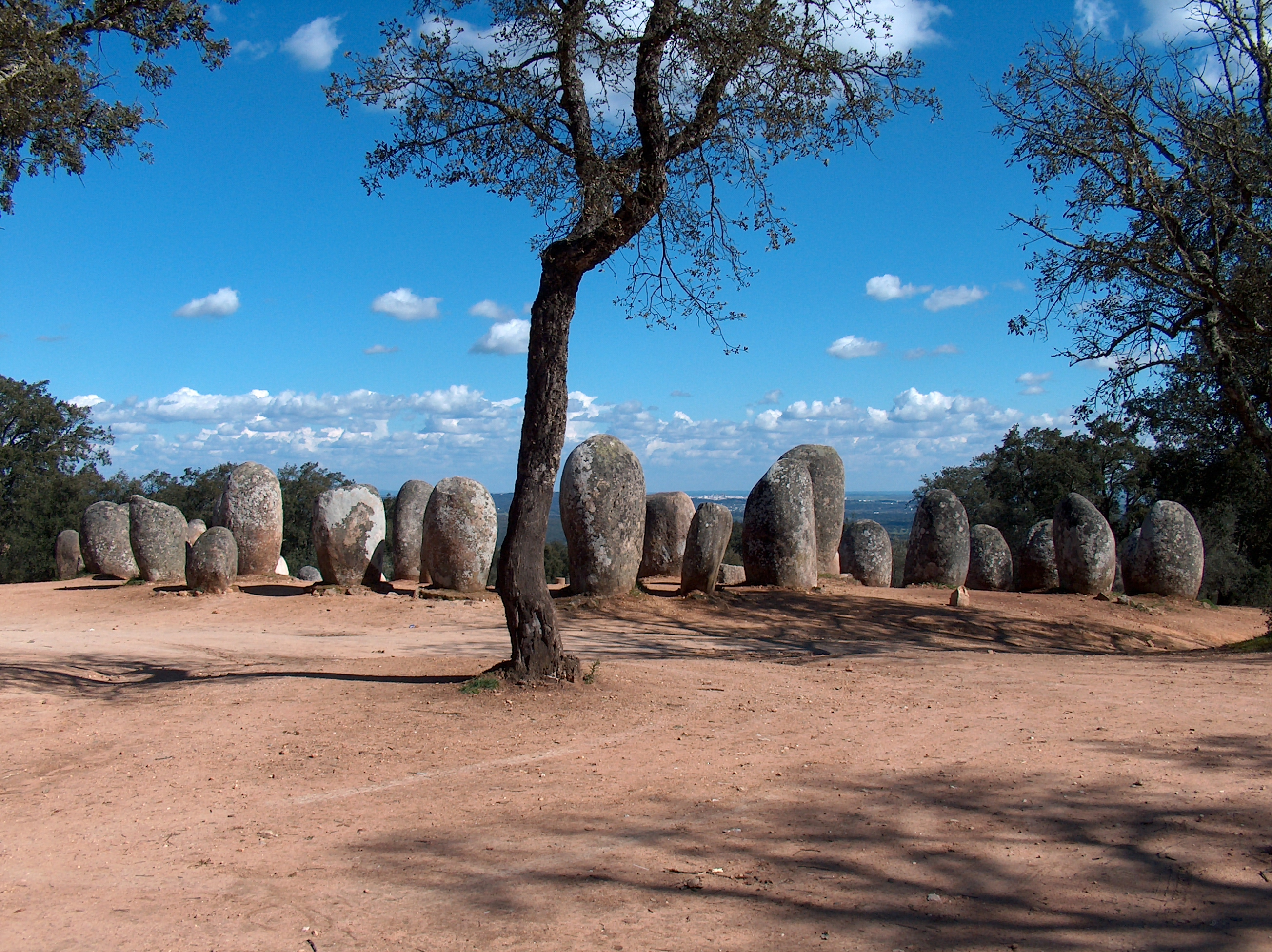
Teil des Steinkreises von Almendres

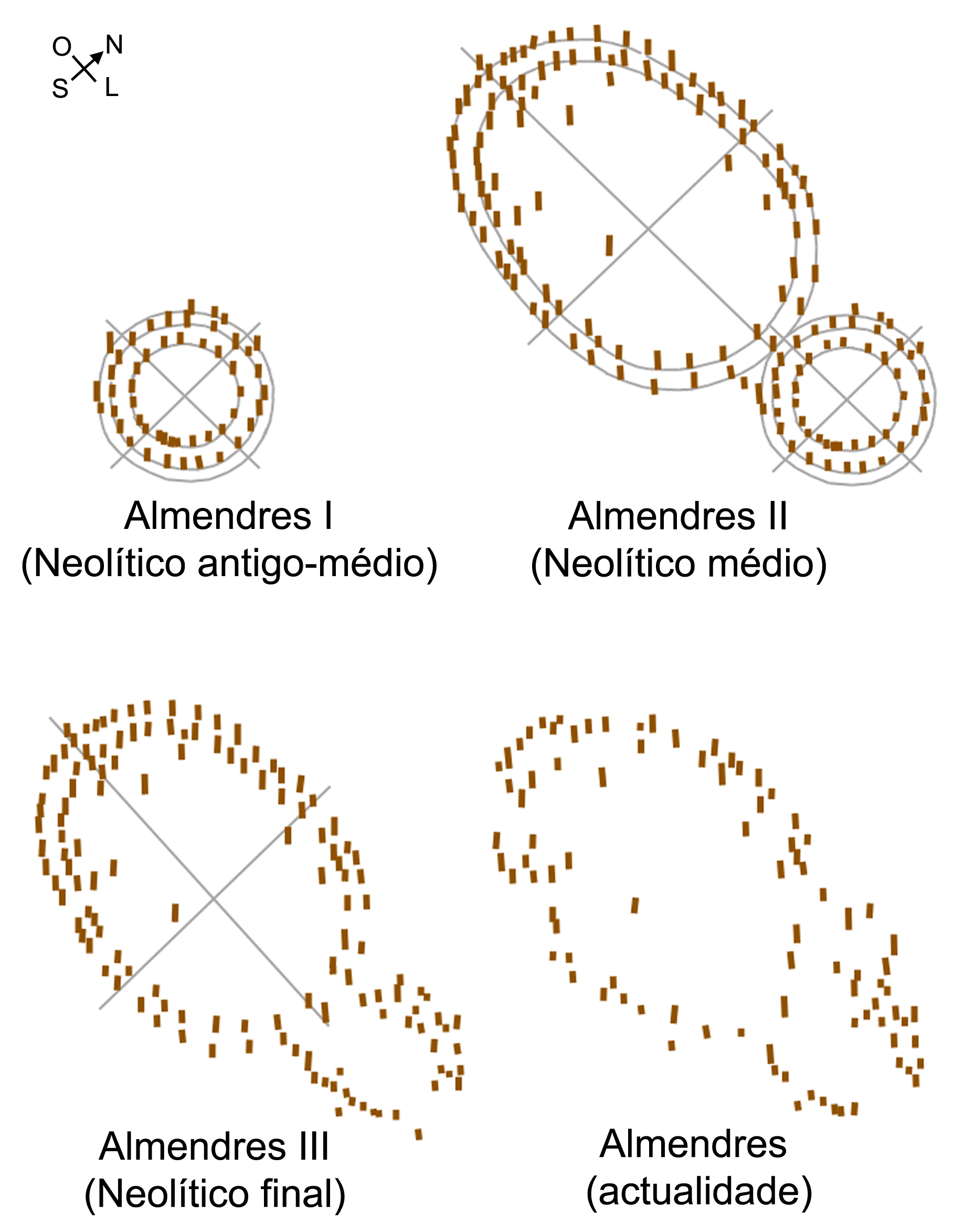
Entwicklungsstadien des Cromlechs

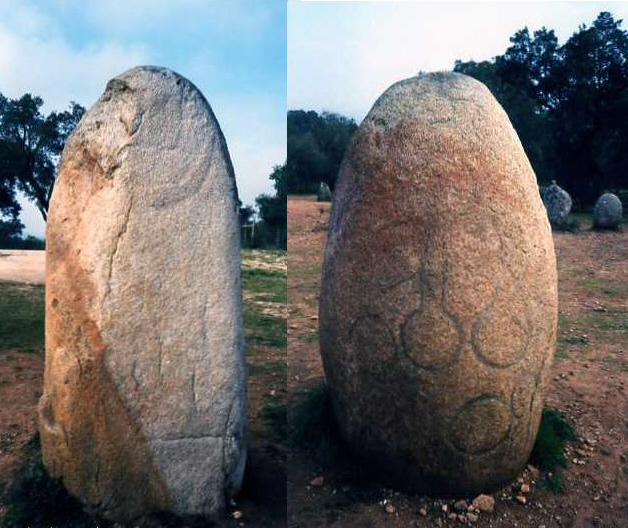
Verzierte Steine im Cromlech von Almendres

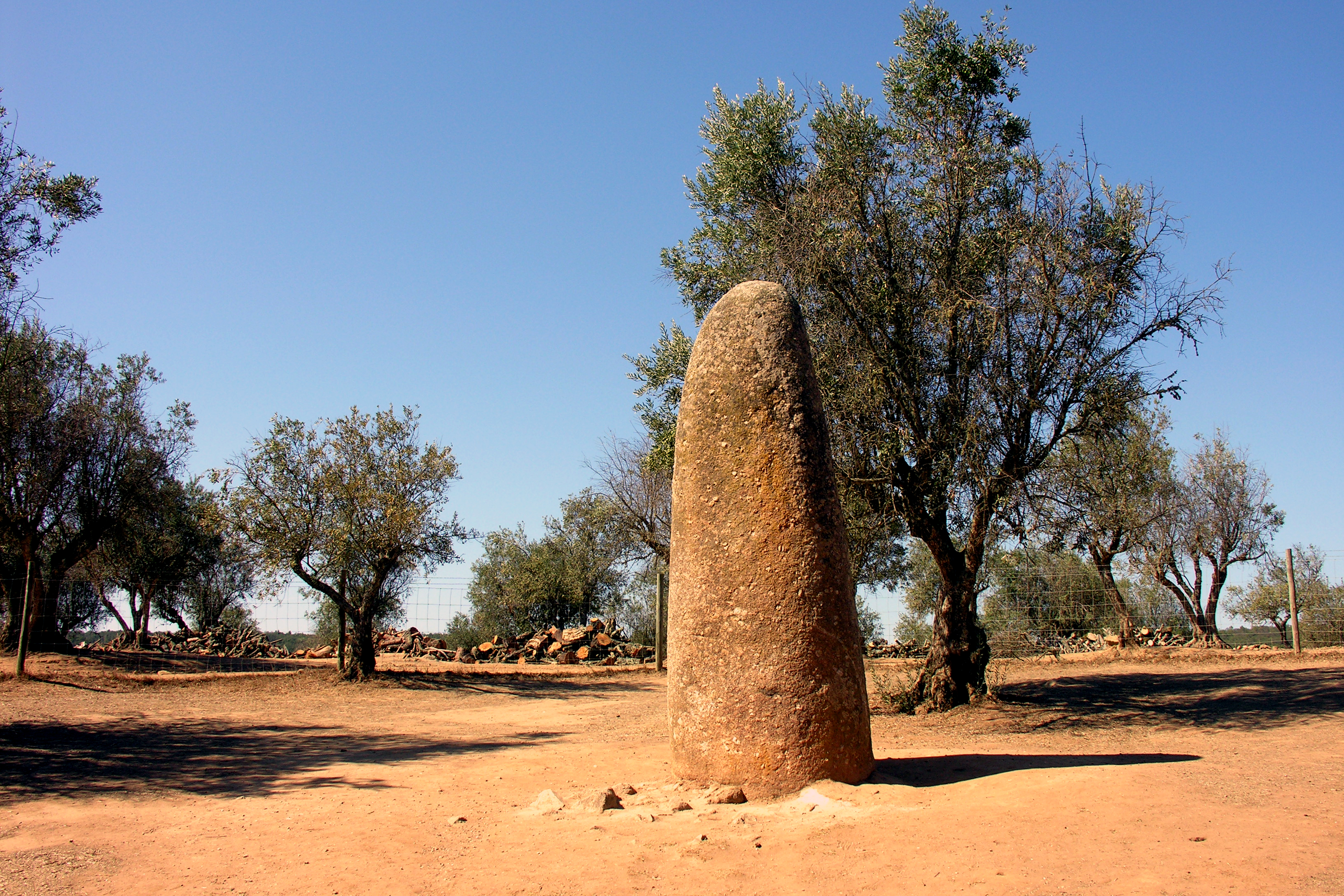
Menhir von Almendres

Der Cromlech von Almendres ist ein dreiphasiger steinzeitlicher Steinkreis im Distrikt Évora in der Region Alentejo in Portugal. Er ist der bedeutendste Cromlech auf der Iberischen Halbinsel und 1000 bis 2000 Jahre älter als Stonehenge. 

## Lage
Almendres liegt in einem Wäldchen zwischen den Dörfern Valverde und Guadalupe etwa 16 km westlich von Évora in einer Höhe von ca. 400 m an einem Hang unweit der Anta Grande do Zambujeiro und den Steinkreisen von Portela de Mogos und Vale Maria do Meio.

## Geschichte
Die wahrscheinlich in Etappen errichtete Anlage wird in die Übergangszeit von der Stein- zur Kupferzeit (4000 bis 2800 v. Chr.) datiert. Bei ihrer Entdeckung und Freilegung in den Jahren nach 1964 waren viele Steine umgestürzt und – aufgrund der Hanglage – teilweise verrollt. Vor allem die Rekonstruktion des östlichen Ovals scheint nicht besonders gelungen.

## Steine
Der aus etwa 100 ein bis drei Meter hohen zum Teil von weither antransportierten Steinen (Pedras talhas) aus verschiedenen Gesteinsarten zusammengesetzte Steinkreis besteht heute aus einem doppelten west-östlich gerichteten Steinoval in Form einer „8“. Es gibt die Auffassung, dass es sich einst um jeweils zwei Doppelovale gehandelt haben könnte – eine ansonsten für Cromlechs nirgends bekannte Anordnung.
Die meisten Steine sind seitlich und oben abgerundet, was wahrscheinlich auf menschliches Wirken und nicht auf natürliche Verwitterungsprozesse zurückzuführen sein dürfte. Viele Steine sind gebaucht, d. h. sie sind in der Mitte der Höhe dicker als darüber und darunter. 
Nur wenige Steine tragen (später angebrachte ?) Augenmotive, Kreise, Krummstäbe (Báculos) oder Zickzacklinien, sowie Sonnen- und Monddarstellungen als Verzierungen. Mehrere Steine haben Schälchen auf der Oberseite.

## Umgebung
Auf dem Gebiet der etwa 500 m nordöstlich gelegenen Finca Dos Almendres steht, von Silos und Olivenbäumen umgeben, der etwa 3,50 m hohe Menhir von Almendres. Er besteht aus porphyrischem Granodiorit und hat wie viele Menhire und die meisten zylinderförmigen Kalksteinidole des Landes eine flache und eine gewölbte Seite. Er trägt ebenfalls eine Báculo-Verzierung, die ältere kaum mehr erkennbare Wellenlinien überdeckt.
In der Nähe liegen auch die Reste des Dolmen von Almendres, einer Anta.